# Alexandr rudohlavý
Alexandr rudohlavý (Psittacula cyanocephala) je druh papouška z čeledi alexandrovití, jeden ze třinácti recentních druhů rodu Psittacula. Je endemitním druhem Indického subkontinentu. Dříve byl tento druh považován jako konspecifický k alexandru duhovému (Psittacula roseata), ale nakonec bylo zjištěno, že jde o dva odlišné druhy.

## Popis

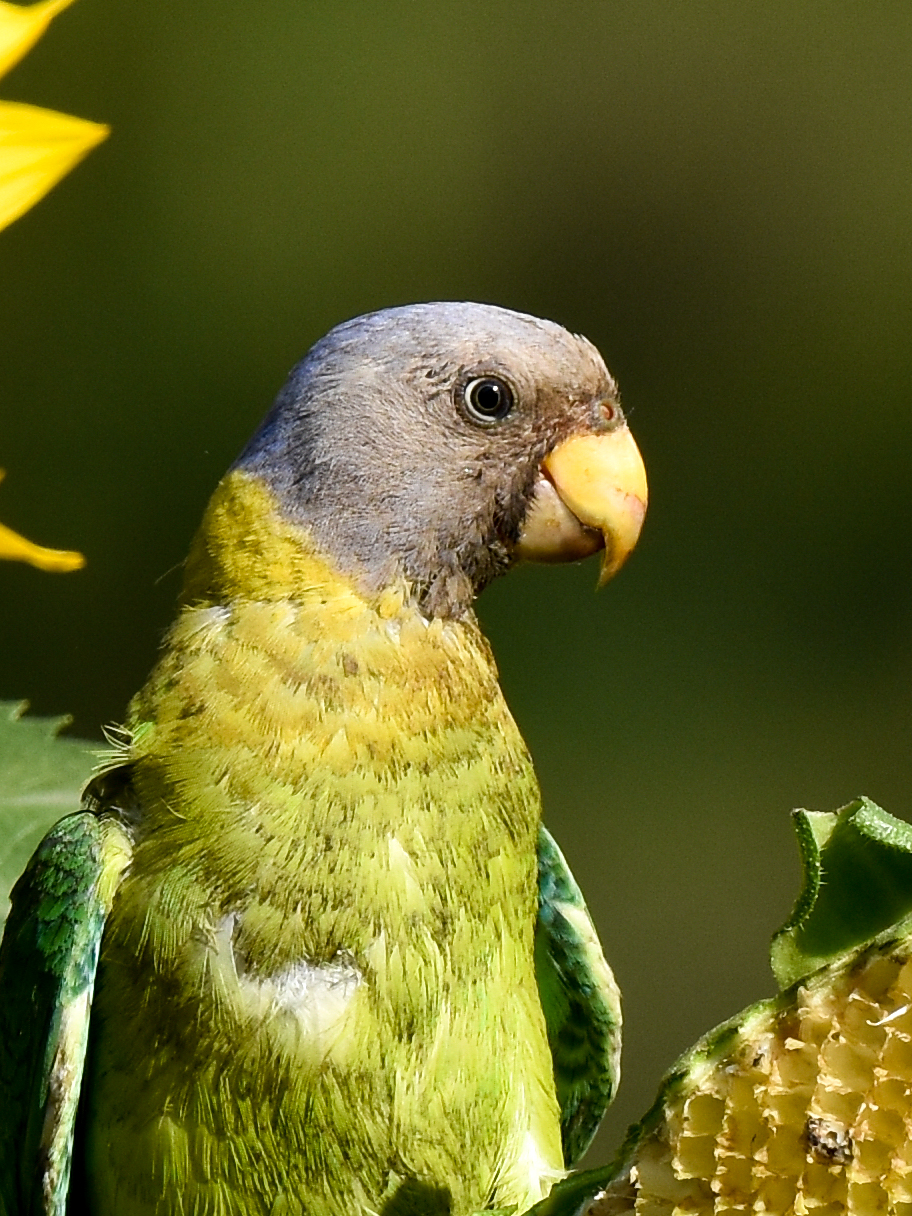
Samice alexandra rudohlavého

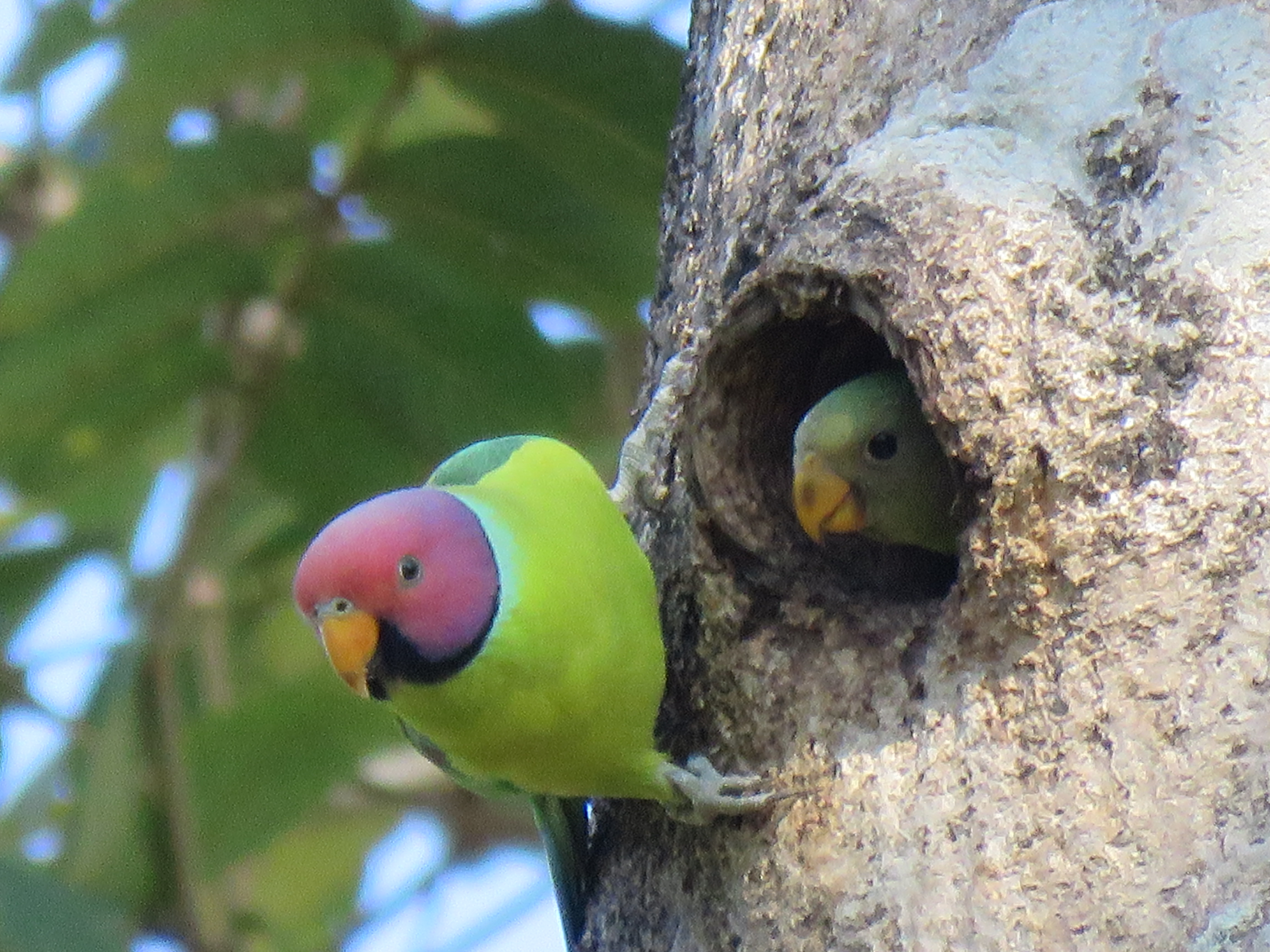
Samec krmí samici v hnízdě

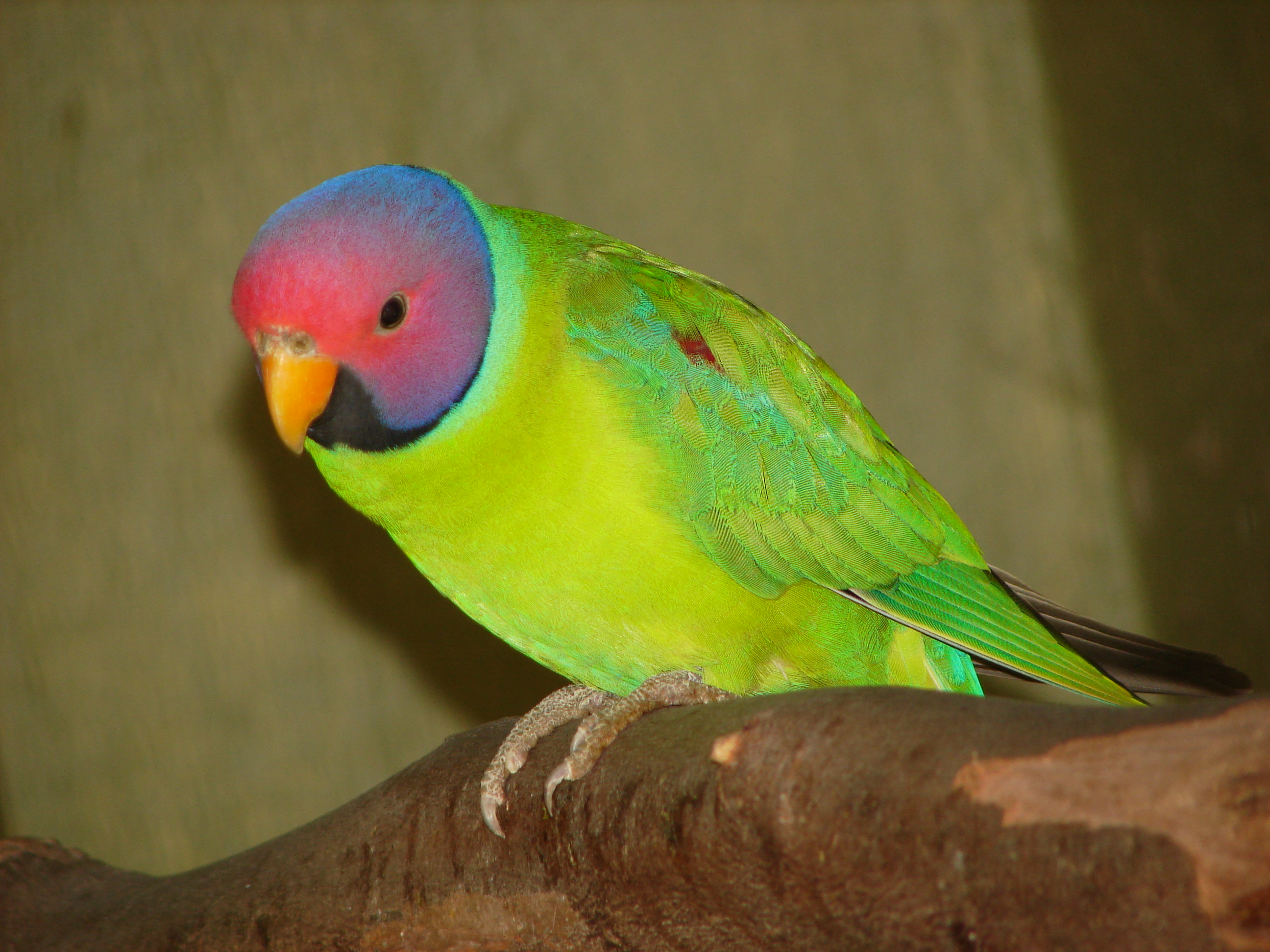
Alexandr rudohlavý v zajetí

Alexandr rudohlavý dosahuje výšky 33 cm a hmotnosti 130 g. Mezi samcem a samicí existuje výrazný pohlavní dimorfismus – samec má červenou hlavu, jejíž odstín na temeni a krku postupně přechází ve fialovou. Na krku má černou čáru a za ní azurově modrý límec. Tělo je světle zelené, křídla jsou tmavě zelená s modrými až tyrkysovými místy. Výrazným znakem samce je také nepravidelná červená skvrna na horní části křídla, připomínající skvrnu od krve. Ocas dosahuje délky až 22 cm, je zbarven modře a má bílé zakončení.
Samice je oproti samci mnohem méně pestře zbarvená. Má tmavě šedou hlavu, na které chybí černý pruh, límec je zbarven žlutě. Na křídlech rovněž chybí červené skvrny. Mezi společné znaky patří oko s viditelným bělmem a šedou, zelenou až hnědou duhovkou, zobák z horní části světle oranžový a z druhé černý, šedé ozobí, šedé běháky a černý prostor pod zobákem. Rovněž je společné světle zelené zbarvení těla, tmavě zelené zbarvení křídel a modrý ocas.

## Rozšíření
Alexandr rudohlavý žije převážně v Indii, vyskytuje se v lesích, ale i na zahradách. Rozmezí výskytu je od úpatí Himalájí až po Srí Lanku, nevyskytují se ovšem v suchých oblastech západní Indie.

## Chování
Alexandr rudohlavý je hlučný a společenský druh, který vydává pronikavé zvuky. Při letu se často otáčí a krouží. Živí se obilím, ovocem, dužnatými okvětními lístky květin (Bombax, Butea), a někdy útočí na zemědělská pole a sady. Hnízdní sezóna v Indii je mezi prosincem a dubnem, na Srí Lance mezi červencem a srpnem. Během námluv si ptáci třou zobáky o sebe a navzájem se krmí. Pár si společně vydlabe díru v kmeni stromu, poté samice snese čtyři až šest bílých vajec, přičemž se poté pravděpodobně stará o mláďata sama. Mláďata se vylíhnou za 24 dní a po šesti týdnech opouštějí hnízdo.